# Hinanger Wasserfall

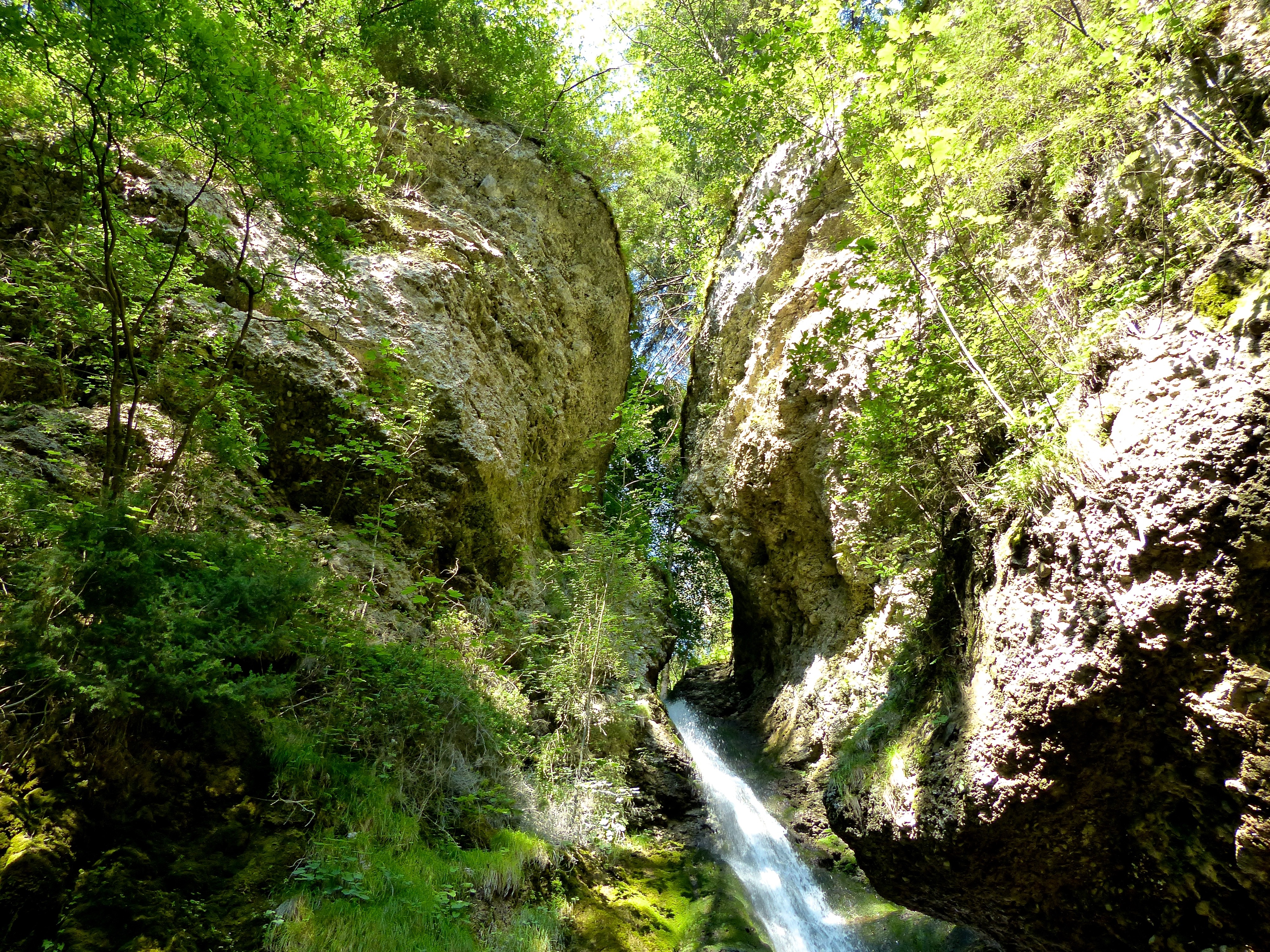
Hinanger Wasserfall

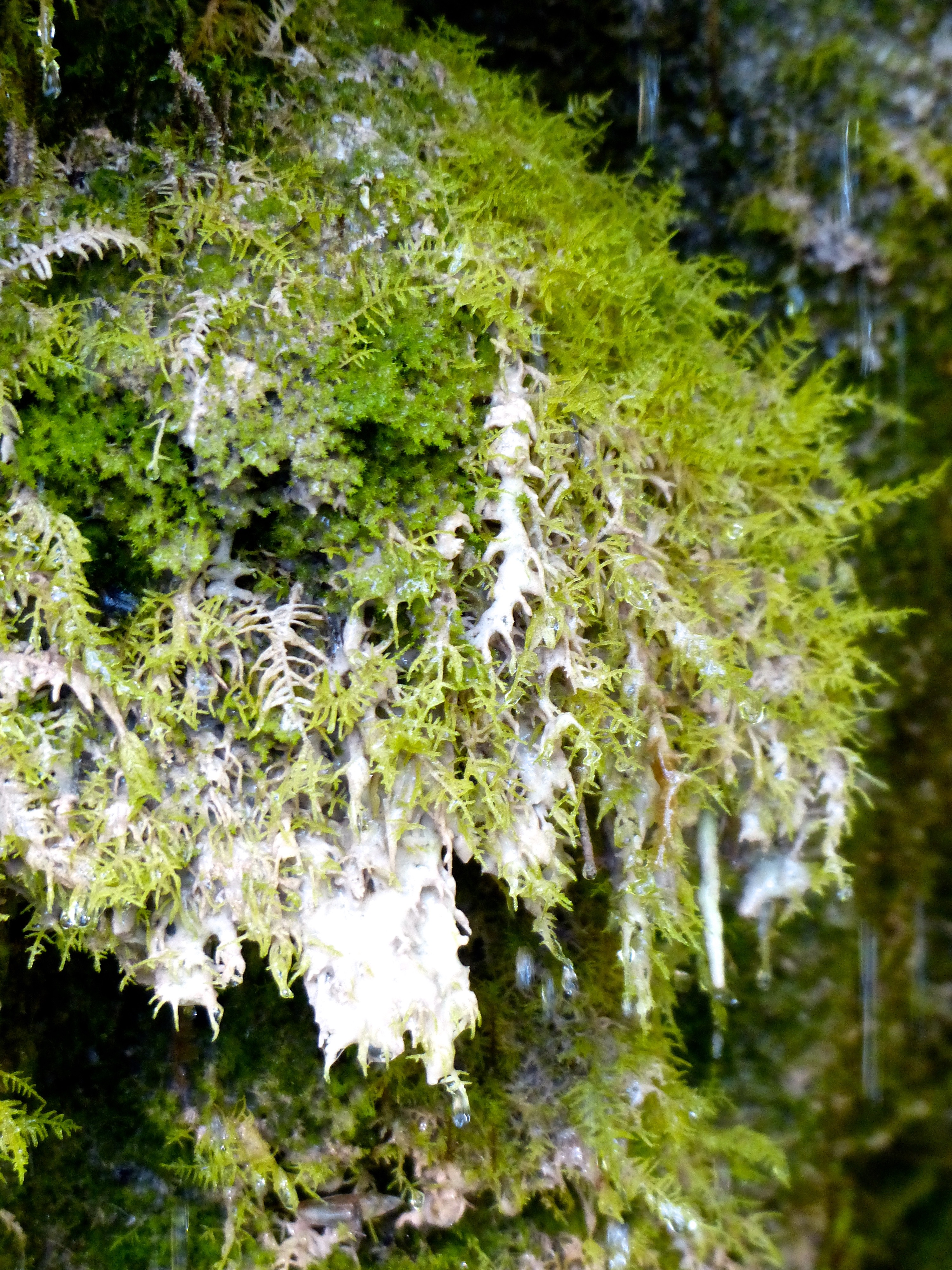
Kalkkrusten auf Moosen

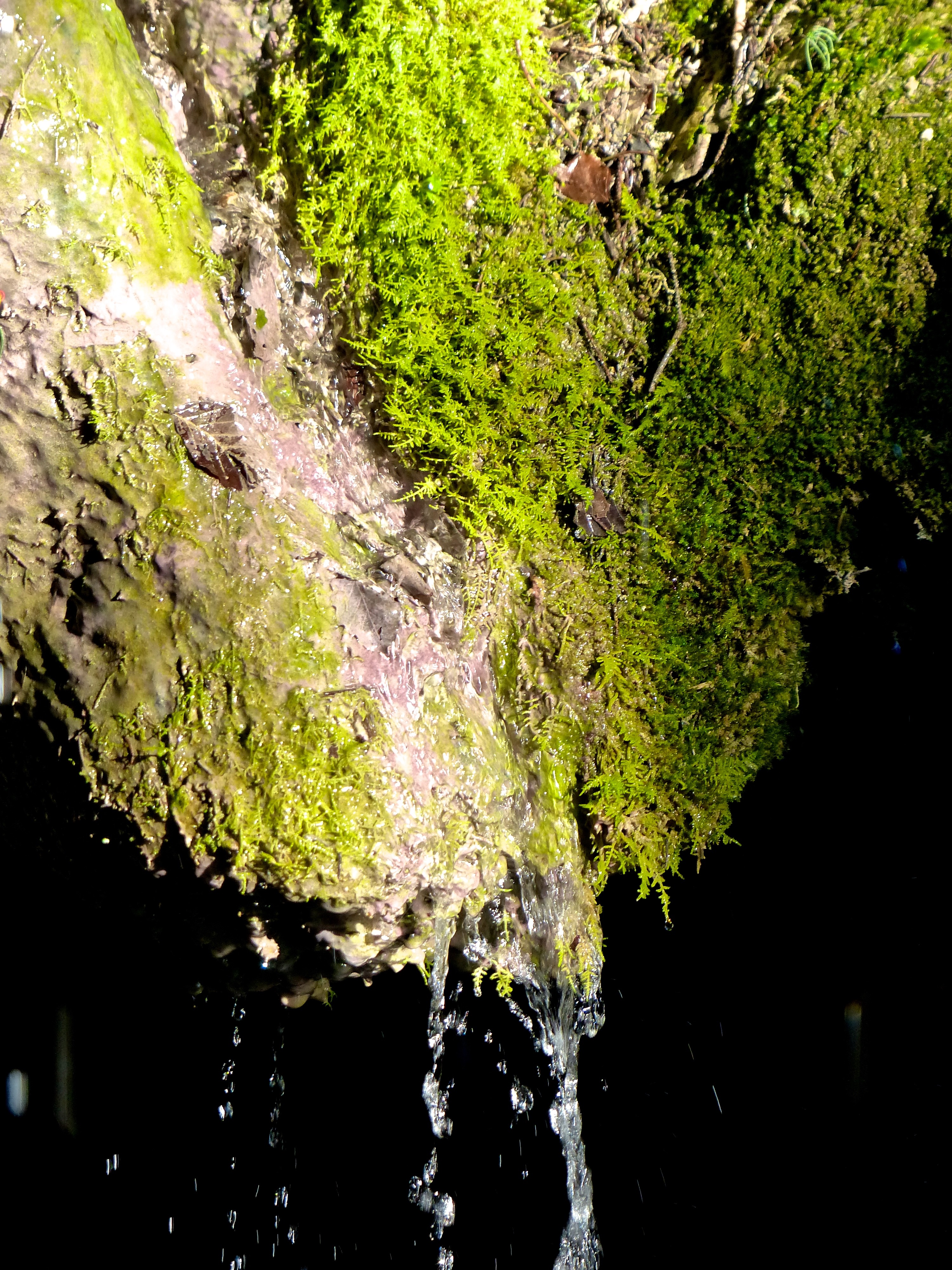
Kalktuff

Der Hinanger Wasserfall ist ein Geotop südlich von Sonthofen im Landkreis Oberallgäu. Der Hinanger Wasserfall setzt sich aus mehreren Felsstufen zusammen, über die der Hinanger Bach insgesamt einen Höhenunterschied von über 25 m überwindet. Der eigentliche Wasserfall besitzt eine Fallhöhe von 12 Metern.

## Geologie
Auf der Ostseite des Illertals stürzt der Hinanger Bach über eine Steilstufe, die aus verfestigten fluvioglazialen Schottern gebildet wurde, herab. Die Bildung dieser Schotter steht in Zusammenhang mit der erdgeschichtlichen Entwicklung des Raumes während der Eiszeit. Der sogenannte Iller-Vorlandgletscher transportierte große Mengen an Schotter, Gesteinsschutt und feinkörnigem Material aus dem Bereich der Alpen in das nördliche Vorland. An den Rändern des Gletschers wurde das Material in Form von Moränenwällen aufgeschüttet. Durch die Hebung des Alpenvorlandes während der Eiszeiten und der gleichzeitig fortschreitenden Erosion durch die Iller bildeten sich treppenförmig abgestufte Schotterterrassen, die unterschiedlichen Kaltzeiten zuzuordnen sind, wobei sich die älteren Schotterterrassen heute an den Talflanken in morphologisch höherer Position befinden als die jüngeren Schotter, die die breiten Talsohlen ausfüllen. In diese durch Auflast und Mineralisationen aus Porenwässer verfestigten Schotter schnitten sich die Nebenflüsse der Iller zum Teil klammartig in die Moränenwälle – wie hier am Hinanger Wasserfall – ein.
Das karbonatreiche Bachwasser, dass durch eine chemische Reaktion des kohlensäurenhaltigen Regenwasser beim Durchsickern durch die kalkhaltigen Schotter aufmineralisiert wurde, bildet am Wasserfall mit Hilfe von standortspezifischen Pflanzen den porösen Kalktuff. Die Moose und Mikroorganismen entziehen dem am Wasserfall verrieseltem Bachwasser Kohlendioxid und es kommt zur Ausscheidung von hauchdünnen Kalklagen, die sich zu einem lockeren, porösen Gerüst zusammenschließen. Im Bachbett unterhalb des Wasserfalls haben sich verschiedene Sinterbecken ausgebildet.
In der Umgebung des Wasserfalls hat sich eine standortspezifische Kalktuff-Flora entwickelt. Darüber hinaus findet man im Bachtal zahlreiche Alpenrosen und Zwerg-Glockenblumen, die ihre Hauptverbreitung über der Waldgrenze besitzen und hier über das Bachwasser in wesentlich niedrigere Habitate transportiert wurden. Andere Pflanzen, die an den felsig-feuchten Untergrund angepasst sind, wie beispielsweise Fettkräuter, Fels-Fingerkraut und Fels-Baldrian, sind ebenfalls in unmittelbarer Umgebung der feuchten Wasserkaskaden zu finden.
Das Geotop Hinanger Wasserfall ist vom Bayerischen Landesamt für Umwelt als geowissenschaftlich wertvolles Geotop (Geotop-Nr. 780R035) eingestuft worden. Das Geotop ist durch einen Wanderweg erschlossen.

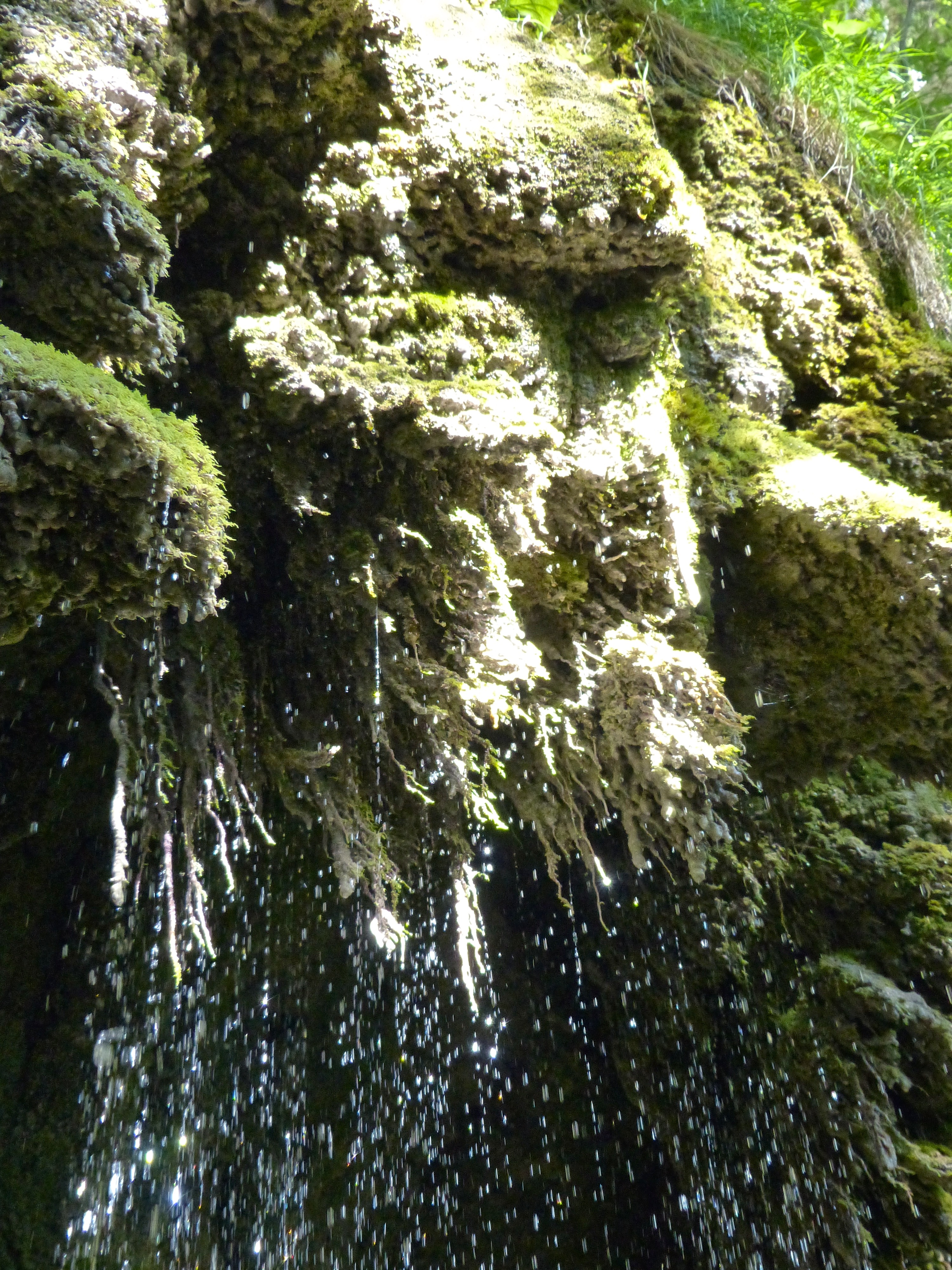
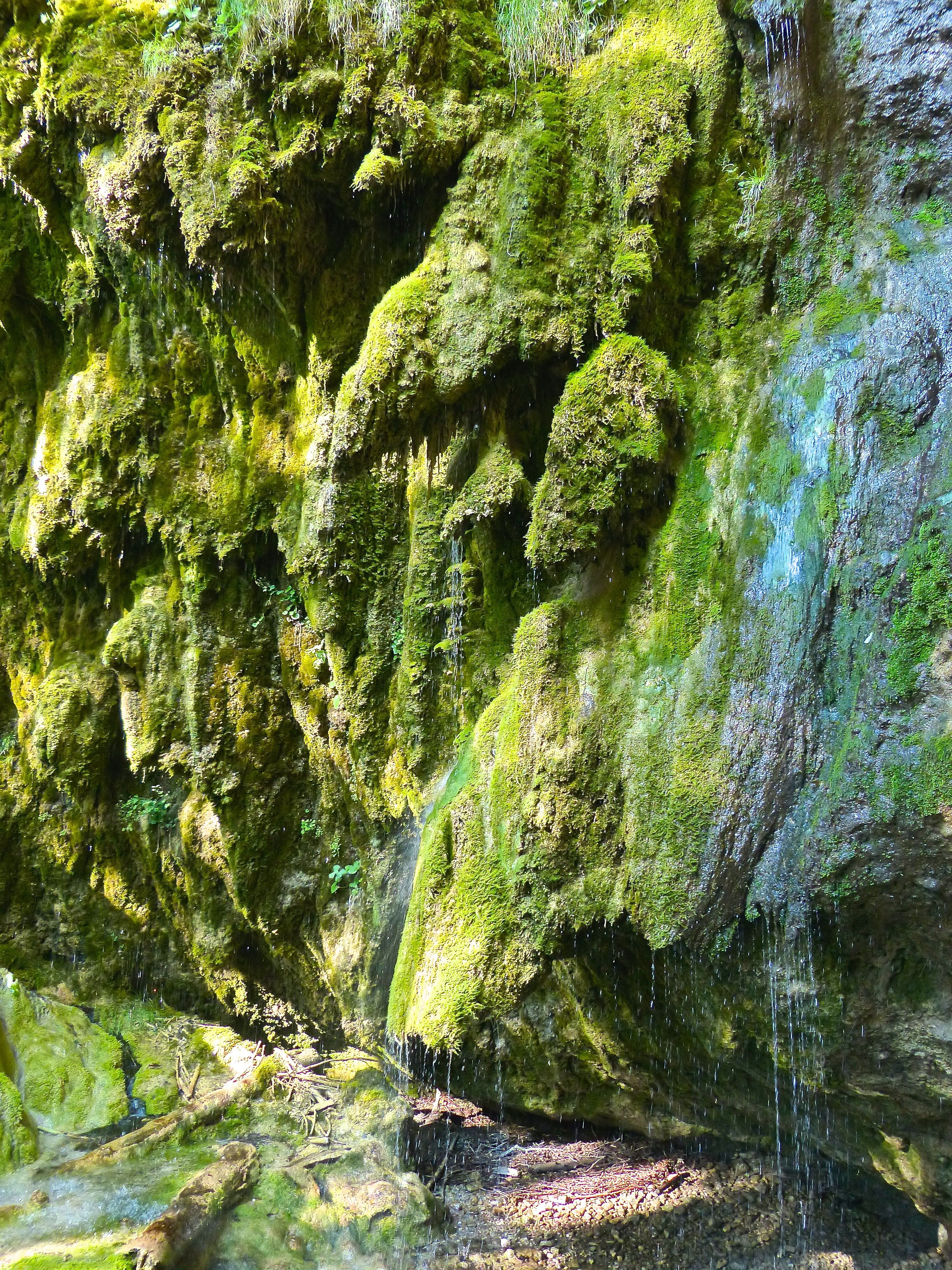
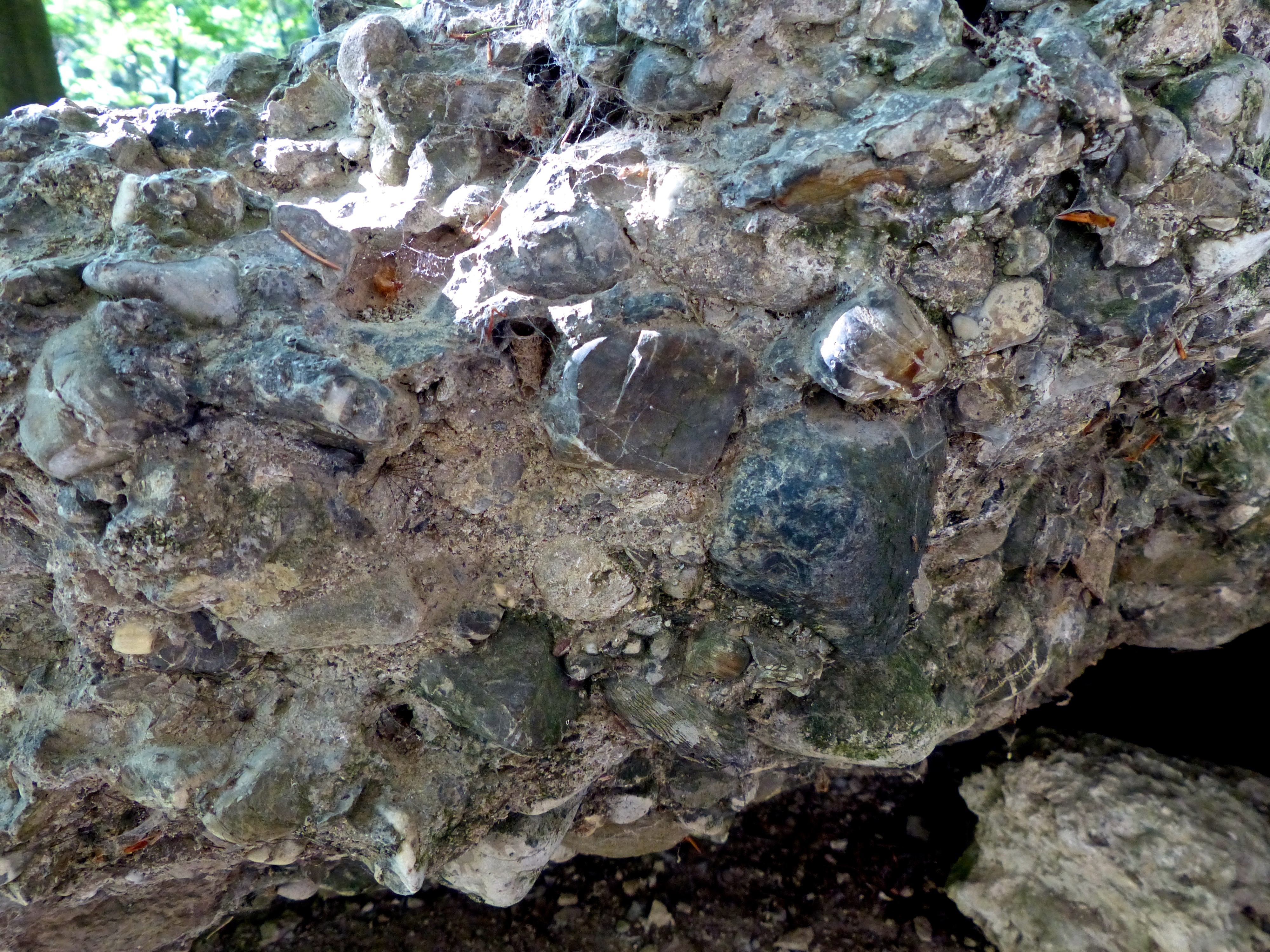
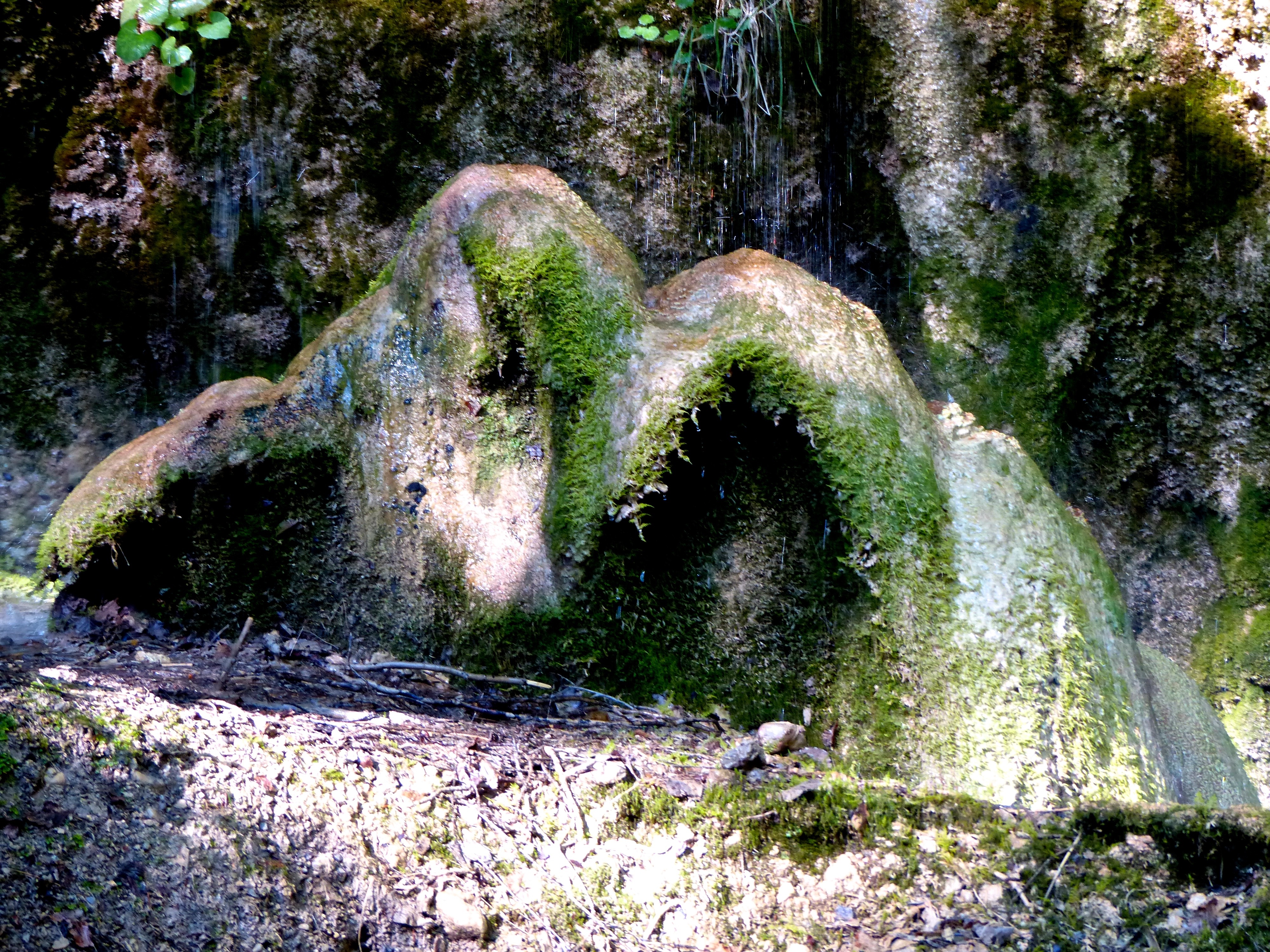
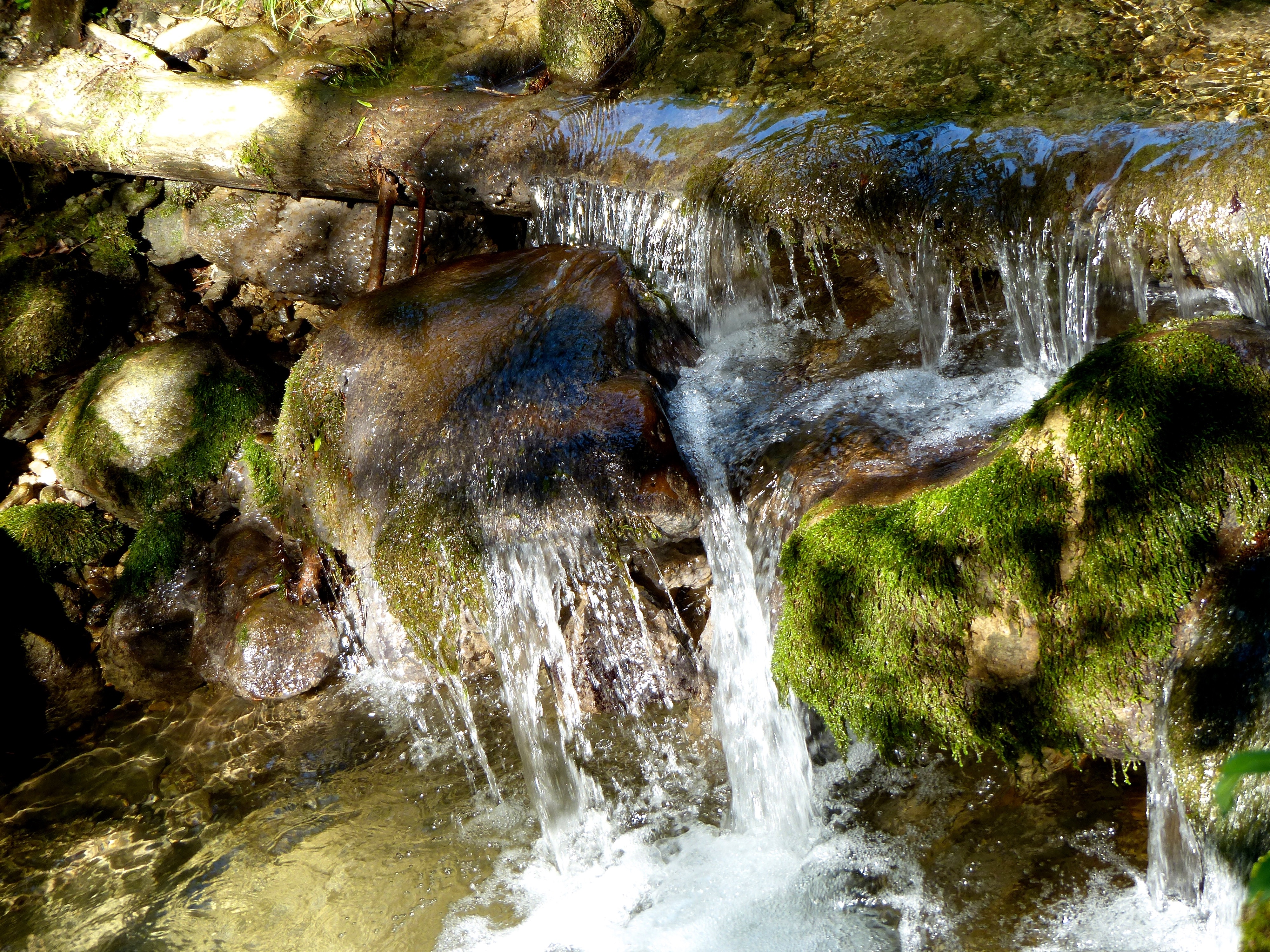